# 칠백로
칠백로(Chilback-ro)는 대한민국의 경상북도 영천시 대창면에서 시작하여, 남부동을 거쳐 도동삼거리까지 연결하는 도로이다.

## 노선 경로
- 삼거리 명칭 미상 - 금창로
- 호암육교 (경부고속도로 통과)
- 도남교 (북안천)
- 교량 명칭 미상 (대경로 통과)
- 도동삼거리 - 한방로